# Wethersfield (Connecticut)
Wethersfield è un comune di 26.220 abitanti degli Stati Uniti d'America, situato nella Contea di Hartford nello Stato del Connecticut.